# Верхний Конец (Ленский район)

## География
Находится в юго-восточной части Архангельской области на расстоянии приблизительно 21 км на север по прямой от административного центра поселения поселка Урдома на левом берегу Вытегры.

## История
В 1859 году здесь (деревня Яренского уезда Вологодской губернии) было учтено 11 дворов.

## Население
Численность населения: 144 человека (1859 год), 5 (русские 100 %) в 2002 году, 0 в 2010.